# مرعة بايلون

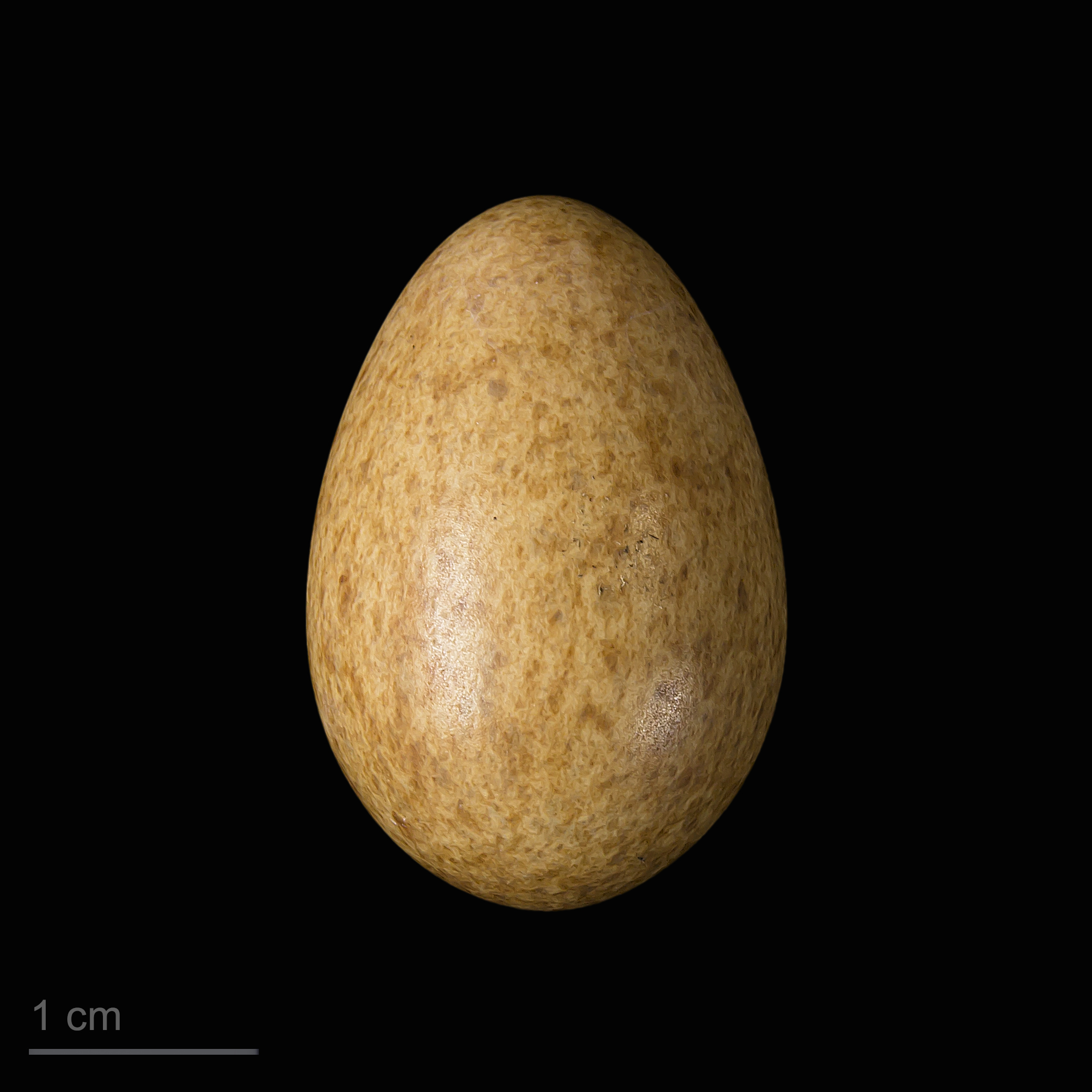
Porzana pusilla

مرعة بايلون (الاسم العلمي: Porzana  pusilla) (بالإنجليزية: Baillons  Crake) هو طائر ينتمي إلى طيور المرعة (فصيلة: Rallidae).